# Olympische Sommerspiele 1988/Rudern – Doppelzweier (Frauen)
Der Ruderwettbewerb im Doppelzweier der Frauen bei den Olympischen Spielen 1988 in Seoul wurde vom 19. bis zum 24. September 1988 auf der Misari Regatta Strecke in Hanam ausgetragen. 20 Athletinnen in 10 Booten traten an.
Der Wettbewerb, der über die olympische Ruderdistanz von 2000 Metern ausgetragen wurde, begann mit zwei Vorläufen mit jeweils fünf Mannschaften. Die jeweils erstplatzierten Boote der Vorläufe qualifizierten sich für das A-Finale, während die verbliebenen acht Boote in den Hoffnungslauf gingen. Im Hoffnungslauf qualifizierten sich die erst- und zweitplatzierten Boote ebenfalls für das A-Finale, während die dritt- und viertplatzierten Boote in das B-Finale zur Ermittlung der Plätze 7 bis 10 gingen.
Im A-Finale am 24. September 1988 kämpften die besten sechs Boote um olympische Medaillen.
Die jeweils qualifizierten Ruderinnen sind hellgrün unterlegt.
Martina Schröter aus der DDR wurde mit unterschiedlichen Partnerinnen dreimal in Folge Weltmeisterin, 1983, 1985 und 1986. Bei den Weltmeisterschaften 1987 gewann sie zusätzlich die Silbermedaille im Einer. Bei den Spielen trat sie zusammen mit Birgit Peter an, die beiden galten als Favoritinnen auf den Titel. Dazu kam die Olympiasiegerin von 1984, Elisabeta Lipă aus Rumänien, die mit ihrer neuen Partnerin Liliana Geneș an den Start ging. Die beiden Rumäninnen konnten 1987 bereits Vizeweltmeisterinnen im Doppelzweier werden. Zum Kreis der Medaillenkandidatinnen zählten natürlich auch die beiden amtierenden Weltmeisterinnen aus Bulgarien Stefka Madina und Violeta Ninowa.
Die beiden Rumäninnen konnten den ersten Vorlauf souverän vor dem Boot aus der Sowjetunion mit Maryja Omeljanowytsch und Marina Schukowa gewinnen. Im zweiten Vorlauf konnten die beiden Frauen aus der DDR das Boot aus Bulgarien deutlich schlagen und den Rumäninnen in das A-Finale folgen. Die Olympischen Spiele 1988 waren die ersten Spiele, bei denen die Wettbewerbe der Frauen über 2000 Meter ausgetragen wurden. Deshalb wurde in beiden Vorläufen eine neue olympische Bestzeit gefahren. In den beiden Hoffnungsläufen konnten dann die Boote aus der Sowjetunion und Bulgarien gewinnen. Im ersten Lauf hatte das Boot aus der Sowjetunion lange mit den Chinesinnen zu kämpfen und konnte erst auf der zweiten Streckenhälfte in Führung gehen, während die Bulgarinnen den zweiten Lauf klar für sich entscheiden konnten und auch eine neue olympische Bestzeit setzten. Vor dem Finale ersetzte Veronica Cogeanu Liliana Geneș im rumänischen Boot. Im Finale setzten sich Peter und Schröter für die DDR direkt an die Spitze, folgen konnten ihnen nur die Rumäninnen. Die Frauen aus der DDR konnten sich im Laufe des Rennens aber immer weiter von den beiden Rumäninnen absetzen und ihrer Favoritenrolle gerecht werden. Am Ende gewannen sie in olympischer Bestzeit von 7:00,48 Minuten mit mehr als vier Sekunden Vorsprung die Goldmedaille für die DDR. Im Kampf um die Bronzemedaille zeigte sich ein ähnliches Bild. Die Bulgarinnen wurden 1000 Meter lang dicht von den Frauen aus der Sowjetunion verfolgt, von denen sie sich dann auf den zweiten 1000 Metern deutlich lösen konnten. Im Ziel gewannen sie die Bronzemedaille mit sechs Sekunden Vorsprung vor dem Boot aus der Sowjetunion. Mit ihren starken zweiten 1000 Metern setzten die Bulgarinnen sogar noch einmal die Rumäninnen unter Druck. Nachdem sie zur Halbzeit des Rennens bereits über vier Sekunden Rückstand hatten, konnten die Bulgarinnen noch bis auf knapp 1,5 Sekunden an die Silbermedaillengewinnerinnen ranfahren.

## Titelträger
| Olympiasiegerinnen | Rumänien Besatzung: Mărioara Popescu, Elisabeta Lipă | Los Angeles 1984 |
| Weltmeisterinnen   | Bulgarien Besatzung: Stefka Madina, Violeta Ninowa   | Kopenhagen 1987  |

## Vorläufe
Montag, 19. September 1988
- Qualifikationsnormen: Platz 1 -> Finale A, ab Platz 2 -> Hoffnungslauf

### Vorlauf 1
| Platz | Nation             | Athletinnen                            | Zeit (min) | Qualifikation |
| ----- | ------------------ | -------------------------------------- | ---------- | ------------- |
| 1     | Rumänien           | Liliana Geneș, Elisabeta Lipă          | 7:30,09 OR | Finale A      |
| 2     | Sowjetunion        | Maryja Omeljanowytsch, Marina Schukowa | 7:35,82    | Hoffnungslauf |
| 3     | Schweden           | Maria Brandin, Carina Gustavsson       | 7:38,14    | Hoffnungslauf |
| 4     | Vereinigte Staaten | Monica Havelka, Cathy Thaxton-Tippett  | 7:38,62    | Hoffnungslauf |
| 5     | Kanada             | Silken Laumann, Kay Worthington        | 7:46,89    | Hoffnungslauf |

### Vorlauf 2
| Platz | Nation         | Athletinnen                    | Zeit (min) | Qualifikation |
| ----- | -------------- | ------------------------------ | ---------- | ------------- |
| 1     | DDR            | Birgit Peter, Martina Schröter | 7:25,95 OR | Finale A      |
| 2     | Bulgarien      | Stefka Madina, Violeta Ninowa  | 7:32,82    | Hoffnungslauf |
| 3     | China          | Cao Mianying, Guo Mei          | 7:39,20    | Hoffnungslauf |
| 4     | Großbritannien | Sally Andreae, Alison Gill     | 8:01,34    | Hoffnungslauf |
| 5     | Südkorea       | Han Hye-sun, Jang Myeong-hui   | 8:16,55    | Hoffnungslauf |

## Hoffnungsläufe
Mittwoch, 21. September 1988
- Qualifikationsnormen: Platz 1-2 -> Finale A, ab Platz 3 -> Finale B

### Hoffnungslauf 1
| Platz | Nation         | Athletinnen                            | Zeit (min) | Qualifikation |
| ----- | -------------- | -------------------------------------- | ---------- | ------------- |
| 1     | Sowjetunion    | Maryja Omeljanowytsch, Marina Schukowa | 7:30,00    | Finale A      |
| 2     | China          | Cao Mianying, Guo Mei                  | 7:32,39    | Finale A      |
| 3     | Kanada         | Silken Laumann, Kay Worthington        | 7:36,80    | Finale B      |
| 4     | Großbritannien | Sally Andreae, Alison Gill             | 7:59,75    | Finale B      |

### Hoffnungslauf 2
| Platz | Nation             | Athletinnen                           | Zeit (min) | Qualifikation |
| ----- | ------------------ | ------------------------------------- | ---------- | ------------- |
| 1     | Bulgarien          | Stefka Madina, Violeta Ninowa         | 7:24,96 OR | Finale A      |
| 2     | Vereinigte Staaten | Monica Havelka, Cathy Thaxton-Tippett | 7:29,52    | Finale A      |
| 3     | Schweden           | Maria Brandin, Carina Gustavsson      | 7:30,23    | Finale B      |
| 4     | Südkorea           | Han Hye-sun, Jang Myeong-hui          | 8:13,57    | Finale B      |

## Finale

### A-Finale
Samstag, 24. September 1988, 1:10 Uhr MESZ

Anmerkung: zur Ermittlung der Plätze 1 bis 6
| Platz | Nation             | Athletinnen                            | Zeit (min) |
| ----- | ------------------ | -------------------------------------- | ---------- |
| 1     | DDR                | Birgit Peter, Martina Schröter         | 7:00,48 OR |
| 2     | Rumänien           | Elisabeta Lipă, Veronica Cogeanu       | 7:04,36    |
| 3     | Bulgarien          | Stefka Madina, Violeta Ninowa          | 7:06,03    |
| 4     | Sowjetunion        | Maryja Omeljanowytsch, Marina Schukowa | 7:12,67    |
| 5     | China              | Cao Mianying, Guo Mei                  | 7:18,69    |
| 6     | Vereinigte Staaten | Monica Havelka, Cathy Thaxton-Tippett  | 7:21,28    |

### B-Finale
Freitag, 23. September 1988, 0:25 Uhr MESZ

Anmerkung: zur Ermittlung der Plätze 7 bis 10
| Platz | Nation         | Athletinnen                      | Zeit (min) |
| ----- | -------------- | -------------------------------- | ---------- |
| 7     | Kanada         | Silken Laumann, Kay Worthington  | 8:03,56    |
| 8     | Schweden       | Maria Brandin, Carina Gustavsson | 8:09,35    |
| 9     | Großbritannien | Sally Andreae, Alison Gill       | 8:15,70    |
| 10    | Südkorea       | Han Hye-sun, Jang Myeong-hui     | 8:58,45    |